# Гамченко Сергій Свиридович
Гамченко Сергій Свиридович (*7 жовтня 1859 (за иншими даними — 1860), м.Ратне, Ковельського повіту — †6 жовтня 1932, м. Житомир) — видатний український археолог, товариш голови Всеукраїнського Археологічного комітету. Один із засновників Товариства дослідників Волині. Член-кореспондент Київського товариства старожитностей і мистецтва, член Історичного товариства Нестора-літописця, член Російського Археологічного товариства (з 1906).

## Біографія
Народився в м. Ратне, що нині в складі Волинської області. Батьки мріяли про військову кар'єру свого сина. Тому з 18-ти роки Сергій поступає на службу до російської армії в частини, що дислокувалися в Острозі, Житомирі і Петербурзі (1905-1908 рр.) й до 1917 року служить офіцером.
Закінчив Київську гімназію. 1876—1880 навчався на вечірньому відділенні двох факультетів Київського університету (фіз.-матем. та іст.-філол.).
Коли ж київський професор В. Б. Антонович почав в 1878 року розкопки в околицях Житомира давньоруського городища Х-XI ст., то молодий Гамченко одразу ж вступив до складу експедиції і назавжди зацікавився археологією. Уже з 1886 року Гамченко веде на території міста самостійні археологічні розкопки, в результаті яких з'являється його перша публікація — монографія «Житомирський могильник» (Житомир, 1888, 124 с.), що здобуває прихильну рецензію в часописі «Киевская старина» (1889, т.25) і визначила Гамченка як вченого.
Протягом 1889—1895 років Гамченко досліджував слов'янські пам'ятки Х-ХІІ ст. в басейні р. Корчеватої та біля с. Студениця (Соколова гора) в Житомирському повіті, допомагав В. Б. Антоновичу збирати матеріали до його «Археологічної карти Волинської губернії». Так, Гамченко повідомив Антоновича про відкриття в с.Горошки (тепер Хорошів) поховання в кам'яних гробницях доби міді, кам'яних знарядь праці доби бронзи.
Важливою віхою у вивченні Східної Волині стали археологічні дослідження С. С. Гамченка у 1896 році в басейні рік Случ і Тетерів пам'яток V-VIII ст. н. е. Особливо результативними стали розкопки в околицях Мирополя, де Гамченко обстежив городище і 32 кургани. Вивчені ним ранньослов'янські пам'ятки пізніше одержали назву «культури корчацького типу» або «житомирської культури» характерні для Волинського Полісся. Своє відкриття Гамченко обґрунтував у доповіді «Розкопки в басейні р. Случ» на XI Археологічному з'їзді 1899 року в Києві.
Уже як відомий учений Сергій Гамченко 1896 року гаряче підтримав на сторінках газети «Волынь» (№ 113) ідею місцевої інтелігенції про створення у Житомирі Товариства дослідників Волині, виступив одним із авторів проекту Статуту (1897 р.) і членом-засновником цього Товариства (1900 р.), згодом найбільшої в Україні регіональної краєзнавчо-наукової організації.
На початку XX ст. у зв'язку з переміщенням по службі до Петербургу Гамченко майже на десять років перервав свої дослідження Східної Волині. Після повернення в Україну він розширив наукові інтереси на Поділля і в 1909—1913 рр. обстежує трипільські пам'ятки в околицях Балти, Тульчина, Немирова та інших місцях цього краю.
В 1909 р. український археолог Сергій Гамченко досліджував пам'ятки трипільської культури в басейні Південного Бугу.
В 1913 р. неподалік селища Саврань Гамченко дослідив 7 «розритих могил». Розкопками неолітичних поселень того ж поблизу сіл Баглаї, Білий Камінь на Старокостянтинівщині Гамченко знову повертається до вивчення первісної доби на Волині. Однак найбільш плідним періодом у дослідженні Східної Волині Гамченком стали 1919—1930 роки. Вони у творчості вченого поділяються на три етапи.

## Перший етап (1919—1923рр.)
Під час першого (1919—1923 рр.) Гамченко ще раз обстежив околиці Житомира в радіусі 20-30 км, обійшов береги р. Тетерева та її приток Кам'янки, Гуйви, Гнилоп'яті, Бобровки і виявив понад 50 місцезнаходжень ліпної кераміки, відкрив невідомі в науці кургани, особливо безкурганні могильники, поселення корчаківської V-VIII ст. Опис цих відкриттів Гамченко залишив у рукописній праці «Пятилетие археологических исследований Волыни 1919—1923 гг.» (К., 1924).

## Другий етап (1923—1927рр.)
Під час другого етапу (1923—1927 рр.) Гамченко зосередив увагу на вивченні переважно пам'яток трипільської культури в Житомирському, Коростенському і Овруцькому районах Східної Волині. Тут він провів розкопки в околицях сіл Липлянщина, Бабиничі, Хорошів, Народичі, Ястребень (Яжберень — село Народицького р-ну), Колодяжне, Миропіль й ін., результати праці висвітлив у рукописному звіті 1314 аркушів, що зберігається в науковому архіві Інституту археології України НАН України.

## Третій етап (1927—1930рр.)
В ході третього етапу (1927—1930 рр.) уже як дійсний член Всеукраїнського археологічного комітету Сергій Гамченко ґрунтовно досліджує Південно-Східну Волинь (сучасна Хмельниччина). Він здійснює у 1927 році розкопки трипільських і ранньослов'янських пам'яток в околицях Шепетівки, Славути, Ізяслава, Полонного. У проведенні цих експедицій брав участь краєзнавець та археолог В. Кочубей.
1930 року він провів свої останні розкопки на Волині поблизу с. Баглаї на Старокостянтинівщині. Матеріали вивчення цього регіону відображені у статтях Гамченка «Досліди археолічні 1927 р. на Шепетівщині» (Зап. Шепетівського наук. тов-ва, 1929), «могильний некрополь біля ст. Полонного» (К., 1930) та ін.
Для Сергія Гамченка притаманний широкий науковий діапазон інтересів у вивченні первісного суспільства і раннього середньовіччя в Україні. Протягом останньої чверті XIX — першої третини XX ст. він досліджував пам'ятки палеоліту (Волинь), неоліту (Волинь, Харківщина), трипільської культури (Волинь, Поділля, Черкащина), епохи бронзи (Волинь і Поділля), епохи полів поховання ІІ-V ст. (Волинь, Поділля, Черкащина), корчацької культури V—VIII ст. (Волинь), Київської Русі (Волинь, Київ, Дніпропетровщина), виступив організатором археологічного вивчення на території Дніпробуду, підтримував важливі археологічні проекти у їх реалізації в різних регіонах України. Проте головним науковим уподобанням Гамченка залишались впродовж його життя Східна і Південно-Східна Волинь, у дослідженні якої він досяг найбільших результатів і сформувався як відомий український учений — археолог.

## Праці

- монографія «Житомирський могильник», Житомир, 1888, 124 с.
- (рос.)Древний поселок и могильник в ур. Стуга (близ с. Студеница Житомирского уезда Волынской губернии) (1889)
- (рос.)«Записки Отделения Русской и славянской археологии». Т. 8. Вып. 2. 1906. Раскопки на побережьи Финского залива.
- (рос.)«Записки отделения русской и славянской археологии императорского Русского археологического общества». — 1909. — Т. 8, вып. 2.
- (рос.)«Пятилетие археологических исследований Волыни 1919—1923 гг.», К., 1924.
- "Досліди археолічні 1927 р. на Шепетівщині, Зап. Шепетівського наук. тов-ва, 1929.
- «Могильний Некрополь біля ст. Полонного», К., 1930 та ін.
- «Житомир за першоджерелами передісторичної археології» (1930)

## Вшанування пам'яті
В Новограді-Волинському та Заможному існує вулиця Сергія Гамченка.
В Житомирі названо вулицю на честь родини Гамченків.